# 阳夏郡
阳夏郡，南北朝时期设置的行政区。
北魏魏孝明帝孝昌四年（528年）析陈留郡、东郡置阳夏郡，属梁州。领有五县：阳夏县、雍丘县、济阳县、圉城县、襄邑县。治所在雍丘县（今河南杞县）。辖境相当今河南省太康县、睢县、民权县、兰考县等县地。隋文帝开皇三年（583年）废，地属淮阳郡。